# Station Øysteinstul
Station Øysteinstul is een station in Øysteinstul in de gemeente Notodden in Noorwegen. Het station ligt aan Sørlandsbanen. In het verleden was het station vooral in gebruik als weekend-bestemming voor skiërs. Sinds de sluiting voor personenvervoer is het emplacement nog in gebruik als wisselspoor. Het complex is een beschermd monument.